# Droplja
Droplje, uključujući florikane i korhanse, velike su, kopnene ptice koje uglavnom obitavaju u suvim travnatim oblastima i na stepama Starog sveta. One rastu u opsegu dužina od 40 do 150 cm (16 do 59 inča). One čine porodicu Otididae (ranije poznatu kao Otidae). Droplje je svejedi i oportunisti, one jedu lišće, pupoljke, semenke, voće, sitne kičmenjake i beskralježnjake. Trenutno je prepoznato 26 vrsta.

## Opis
Droplje su poprilično velike s dve najveće vrste, kori dropljom (Ardeotis kori) i velikom dropljom (Otis tarda), koje se često navode kao najteže leteće ptice na svetu. U obe najveće vrste, veliki mužjaci mogu da premaše težinu od 20 kg (44 lb), teže oko 13,5 kg (30 lb) u proseku, i mogu da dosegnu ukupnu dužinu od 150 cm (59 in). Najmanja vrsta je mala smeđa droplja (Eupodotis humilis), duga je oko 40 cm (16 in) i prosečno je teška oko 600 g (1,3 lb). Kod većine droplji mužjaci su znatno veći od ženki, često oko 30% duži i ponekad više nego dvostruko teži. Oni spadaju među najviše polno dimorfne grupe ptica.
Krila imaju 10 primarnih i 16–24 sekundarnih pera. U repu ima 18–20 pera. Perje je pretežno neupadljivo.

## Ponašanje i ekologija
Droplje su omnivorne. One se hrane uglavnom semenom i beskičmenjacima. Gnezda stvaraju na zemlji, što čini njihova jaja i potomstvo često vrlo ranjivim na predaciju. One stabilno hodaju na snažnim nogama i velikim nožnim prstima, kljucajući na hranu dok idu. Većina radije trči ili hoda nego da leti. One imaju dugačka široka krila sa prstastim vrhovima i upečatljivim obrascom leta. Mnoge imaju zanimljive rituale parenja, poput naduvavanja grlnih vrećica ili uzdignutih složenih pernatih kresta. Ženka snese tri do pet tamnih, pegavih jaja na gomili krhotina na zemlji, i inkubira ih sama.

## Evolucija
Genetsko datiranje ukazuje da su se droplje razvile pre oko 30 miliona godina u južnoj ili istočnoj Africi, odakle su se raširile u Evroaziju i Australiju.

## Taksonomija
Familiju Otididae je uveo (kao Otidia) francuski polihistor Konstantin Samjuel Rafinesk 1815. godine.
Familija 
- Rod
- Rod
- Rod
- Rod
- Potfamilija 
  - Rod
- Potfamilija 
  - Rod 

  - Rod
- Potfamilija 
  - Rod 

  - Rod 

  - Rod 
    - [9]

  - Rod 

  - Rod 

  - Rod 

  - Rod 

  - Rod

## Status and conservation
Droplje su društvene izvan sezone uzgoja, ali su vrlo oprezne i teško im je pristupiti na otvorenim staništima, koja preferiraju. Većina vrsta je u opadanju ili je ugrožena gubitkom staništa i lovom, čak i tamo gde su nominalno zaštićene.

### Ujedinjeno Kraljevstvo
Nekada su ove ptice bile uobičajene i izobilno prisutne na Solsberskoj visoravni.  Posljednja droplja u Britaniji uginula je oko 1832. godine, ali se ove ptice ponovo uvode kroz serije pilića uvezenih iz Rusije. Zadnje droplje su u Britaniji umrle oko 1832. godine, ali se one ponovo uvode kroz serije pilića uvezenih iz Rusije. Godine 2009, u Britaniji su se prvi put nakon više od 170 godina izlegla dva velika ptića velike droplje. Ponovno uvedene droplje takođe su izlegle ptiće 2010. godine.

## Literatura
- Bota, Gerard, et al. Ecology and conservation of Steppe-Land birds. International Symposium on Ecology and Conservation of Steppe-land birds. Lynx Edicions 2005 Архивирано на веб-сајту  (19. новембар 2018). 343 pages.  84-87334-99-7.
- Chisholm, Hugh, ур. (1911). „Bustard”.  (на језику: енглески) (11 изд.). Cambridge University Press.
- Knox, Alan G.; Martin Collinson; Andreas J. Helbig; David T. Parkin; George Sangster (oktobar 2002). „Taxonomic recommendations for British birds”. Ibis. 144 (4): 707—710. doi:10.1046/j.1474-919X.2002.00110.x.
- Sibley, Charles G.; Jon E. Ahlquist (1990). Phylogeny and Classification of the Birds: A Study in Molecular Evolution. New Haven: Yale University Press. ISBN 978-0-300-04085-2.
- Hackett, SJ;  . (2008). „A phylogenomic study of birds reveals their evolutionary history”. Science. 320 (5884): 1763—1768. Bibcode:2008Sci...320.1763H. PMID 18583609. doi:10.1126/science.1157704.
- Jarvis, Erich D;  . (2014). „Whole-genome analyses resolve early branches in the tree of life of modern birds”. Science. 346 (6215): 1320—1331. Bibcode:2014Sci...346.1320J. PMC 4405904 . PMID 25504713. doi:10.1126/science.1253451.
- Gill, Frank; Donsker, David, ур. (2019). „Turacos, bustards, cuckoos, mesites, sandgrouse”. World Bird List Version 9.2. International Ornithologists' Union. Приступљено 26. 6. 2019.